# Bonifatius (Rom)

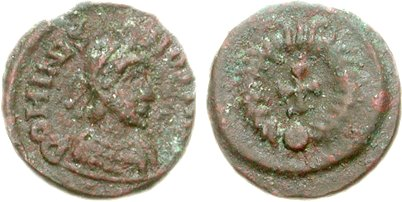
Bonifatius (Rom)

Bonifatius, romersk fältherre, omtalas första gången år 413, då han utmärkte sig vid undsättningen av Marseille och sårade västgotakungen Ataulf. Bonifatius innehade sedermera ett militärbefäl i Afrika och slogs mot de plundrande barbarerna. Omkring år 422 tycks han ha förvärvat sig en halvt självständig ställning där; han stod i personligt vänskapsförhållande till kyrkofadern Augustinus och prisas av denne för sin fromhet. Bonifatius ställde sig år 423 på Placidias sida mot kejsaren Honorius och belönades ett par år senare med ståthållarvärdighet (comes Africae) samt ett högt militärbefäl (comes domesticorum). 
Det dröjde emellertid inte länge, innan Bonifatius av okänd anledning föll i onåd vid hovet i Ravenna. Han återkallades från Afrika, men vägrade uppge sin ställning och blev då förklarad rikets fiende, år 427. Med Augustinus och det kyrkliga partiet i Afrika hade han stött sig genom ett klandervärt levnadssätt och böjelse för arianism. Trupper sändes emot honom, och under de förvecklingar, som nu följde, inbröt vandalerna från Spanien i Afrika och härjade vitt och brett. En mängd historieskrivare efter Prokopios riktade beskyllningar mot Bonifatius, att han skulle ha kallat vandalerna till hjälp, men senare tiders forskare var benägna att frikänna honom. Han belägrades mellan åren 430-431 i Hippo Regius av vandalerna och förmådde inte att slå tillbaka deras anfall. 
År 432 kallades Bonifatius till Italien, eftersom man vid kejsarhovet i Ravenna ansåg sig behöva honom som motvikt mot den mäktige Aëtius. Han utnämndes till riksfältherre (magister militum) och drog i fält mot Aëtius, men blev år 432 dödligt sårad i slaget vid Ariminum. Fältherrevärdigheten övergick till Bonifatius svärson Sebastianus, vilken emellertid snart fördrevs av Aëtius.